# Сташко Сергій Романович
Сергій Романович Сташко (нар. 21 березня 1971) — радянський та український футболіст, воротар, по завершенні кар'єри гравця — футбольний тренер.

## Кар'єра гравця

### «Прикарпаття» та «Хутровик»
Футбольну кар'єру розпочав у 1989 році в складі колективу Другої ліги чемпіонату СРСР «Прикарпаття» (3 матчів). Спочатку на поле виходив не часто. Наступного сезону івано-франківці опустилися до Другої нижчої ліги, де Сергій також не був основним воротарем команди, але на поле виходив частіше (7 матчів). В останньому розіграші Другої нижчої ліги чемпіонату СРСР був основним воротарем, зіграв у чемпіонаті 31 поєдинок. Після здобуття Україною незалежності продовжив виступи в команді. Команда отримала право стартувати в першому розіграші чемпіонату України серед клубів Вищої ліги, в якій Сташко дебютував 19 квітня 1992 року в програному (0:1) виїзному поєдинку 10-о туру підгрупи 2 проти дніпропетровського «Дніпра». Сергій вийшов на поле в стартовому складі та відіграв увесь матч. Проте івано-франківці не змогли втриматися у Вищій лізі та опустилися до Першої ліги, де Сташко й продовжив виступати за команду. З 1993 по 1996 рік виступав переважно за нижчоліговий фарм-клуб івано-франківців — «Хутровик» (Тисмениця) (да сезони у перехідній лізі та один сезон у другій лізі). За цей час у складі колективу з Тисмениці в чемпіонатах України зіграв 86 матчів (відзначився 1 голом), ще 9 поєдинків провів у кубку України. У сезоні 1996/97 років виступав виключно за «Прикарпаття», проте основним воротарем команди не був (5 матчів у вищій лізі). Загалом же в івано-франківському клубі відіграв 8 сезонів, за цей час у чемпіонатах СРСР та України провів 86 матчів, ще 3 поєдинки зіграв у кубку України.

### «Верес», «Торпедо» та «Полісся»
Напередодні старту сезону 1997/98 років перейшов у «Верес». Дебютував у складі рівненського клубу 5 серпня 1997 року в програному (1:5) виїзному поєдинку 2-о туру групи А Другої ліги проти хмельницького «Поділля». Сташко вийшов на поле в стартовому складі, а на 75-й хвилині його замінив Андрій Левчук. У складі «Вереса» відіграв першу половину сезону 1997/98, у футболці якого провів 16 поєдинків. Під час зимового трансферного вікна підсилив запорізьке «Торпедо», за яке дебютував 9 березня 1998 року в програному (0:1) домашньому поєдинку 1/8 фіналу кубку України проти полтавської «Ворскли». Сергій вийшов на поле в стартовому складі та відіграв увесь матч. У Вищій лізі дебютував за «торпедівців» 17 березня 1998 року в переможному виїзному поєдинку 16-о туру Вищої ліги проти запорізького «Металурга». Сташко вийшов на поле в стартовому складі та відіграв увесь матч. У складі запорізького клубу у Вищій лізі провів 11 поєдинків, ще 2 матчі зіграв у кубку України.
Напередодні початку сезону 1998/99 років перейшов до «Полісся», проте дебютував за житомирський клуб лише 22 квітня 1999 року в програному (0:2) виїзному поєдинку 25-о туру Першої ліги проти ФК «Львів». Сергій вийшов на поле на 46-й хвилині, замінивши Аркадія Баталова. У житомирському клубі основним воротарем не став (зіграв 8 матчів), а по завершені сезону залишив команду.

### «Прикарпаття-2» та «Техно-Центр»
Напередодні початку сезону 1999/00 років повернувся в «Прикарпаття», проте за першу частину сезону в головній команді не зіграв жодного офіційного поєдинку. Натомість регулярно виступав за фарм-клуб івано-франківців — «Прикарпаття-2». За вище вказану команду дебютував 2 серпня 1999 року в програному (0:4) виїзному поєдинку 1-о туру групи А Другої ліги проти миколаївського «Цементника-Хорди». Сташко вийшов на поле в стартовому складі та відіграв увесь матч. У другій команді «Прикарпаття» був основним воротарем, провів у Другій лізі 14 матчів, ще 1 поєдинок відіграв у кубку України. Проте першій команді івано-франкцівців виявився непотрібним, тому під час зимової перерви залишив «Прикарпаття».
У 2000 році перейшов до рогатинського «Техно-Центру», який виступав в аматорському чемпіонаті України. Сергій відіграв у цьому турнірі 6 матчів. Наступного сезону рогатинський колектив заявився для участі в Другій лізі чемпіонату України, разом з яким Сташко дебютував 12 серпня 2000 року в програному (0:1) виїзному поєдинку 1-о туру групи А проти львівського «Динамо». Сергій вийшов на поле в стартовому складі та відіграв увесь матч. У складі «Техно-Центру» зіграв 15 матчів, ще 1 поєдинок провів у кубку України.

### «Верес» та завершення кар'єри футболіста
Під час зимової перерви 2000/01 перейшов до «Вереса», за який дебютував 25 березня 2003 року в переможному (2:0) домашньому поєдинку 16-о туру групи А Другої ліги проти дрогобицької «Галичини». Сергій вийшов на поле в стартовому складі та відіграв увесь матч. Перші півтора сезони в команді був основним воротарем, потім втратив своє місце в основі. У команді виступав до 2004 року, за цей час у Другій лізі зіграв 62 матчі та відзначився 1 голом, ще 2 поєдинки провів у кубку України. У 2003 році виступав в оренді в аматорському клубі «Іква» (Млинів), у футболці якого зіграв 1 матч в аматорському чемпіонаті України.

## Кар'єра тренера
З липня 2004 по червень 2005 року працював тренером воротарів у рівненському «Вересі», також був у заявців рівнян на сезон 2004/05 років як воротар, проте на поле вже не виходив. У квітні 2005 року виконував обов'язки головного тренера «Вереса»